# Alan Budikusuma
Alexander Alan Budikusuma Wiratama (Surabaya, 29 marzo 1969) è un ex giocatore di badminton indonesiano.
Ha partecipato a due edizioni dei giochi olimpici (1992 e 1996) conquistando una medaglia d'oro. È sposato con la connazionale Susi Susanti.

## Palmarès
Olimpiadi
- 1 medaglia:
  - 1 oro (singolare a Barcellona 1992)

Mondiali
- 1 medaglia:
  - 1 argento (singolare a Copenaghen 1991)

Giochi asiatici
- 2 medaglie:
  - 2 bronzi (singolare a Pechino 1990, squadra a Pechino 1990)

World Cup
- 1 medaglia:
  - 1 oro (singolare a Nuova Delhi 1993)

Thomas Cup
- 3 medaglie:
  - 2 ori (squadra a Giacarta 1994, squadra a Hong Kong 1996)
  - 1 argento (squadra a Kuala Lumpur 1992)

Sudirman Cup
- 1 medaglia:
  - 1 argento (squadra a Losanna 1995)